# Абусуев, Сагадулла Абдуллатипович
Сагадулла Абдуллатипович Абусуев (22.12.1939, Дагестан — 5 июня 2017) — советский, российский и дагестанский учёный и врач-эндокринолог. Доктор медицинских наук, профессор (1992). Директор НИИ экологической медицины ДГМУ (с 2011 года) и заведующий кафедрой эндокринологии ДГМУ, а в 1990—2011 гг. 1-й проректор по учебной работе. С 1982 г. главный внештатный эндокринолог Министерства здравоохранения Республики Дагестан. Действительный член Национальной академии наук Дагестана (1995). Основатель научной школы эндокринологов в республике. Заслуженный врач Республики Дагестан и Российской Федерации (соотв. 1978 и 1990), Заслуженный деятель науки РД (1999), Заслуженный работник высшей школы РФ (2012).Лауреат Госпремии РД по науке (2003).

## Биография
Родился в с. Гели Карабудахкентского района ДАССР, кумык. Окончил с отличием Дагестанский медицинский институт (1963). С 1963 по 1965 г. врач-ординатор Карабудахкентской районной и республиканской клинической больниц.
С 1965 по 1968 год обучался в аспирантуре при кафедре госпитальной терапии альма-матер. С 1968 по 1978 г. ассистент той же кафедры. С 1978 по 1981 г. ассистент, и. о. доцента (доцент с 1978) кафедры внутренних болезней педиатрического факультета. В 1981 г. под его руководством организован курс эндокринологии, которым он заведует, преобразованный в 1992 г. в кафедру эндокринологии, которой он заведует. С 1977 г. заместитель, с 1987 г. декан лечебного факультета, с 1990 по 2011 г. 1-й проректор по учебной работе.
С сентября 2011 г. директор НИИ экологической медицины при ДГМУ, также оставаясь заведующим кафедрой эндокринологии; член этического комитета университета.
В 1984 году основал Дагестанское научное общество эндокринологов и был избран его президентом — в последующем региональное отделение Российской ассоциации эндокринологов. С 1987 г. член Правления и Президиума, а с 2001 г. вице-президент Российской ассоциации эндокринологов. Инициатор создания и бессменный председатель Дагестанского научного общества по борьбе с сахарным диабетом.
Является заместителем председателя методического совета МЗ и СР РФ по эндокринологии, членом секции по эндокринологии Учёного Совета МЗ и СР РФ и Научного совета по эндокринологии РАМН.
Участник всех съездов эндокринологов СССР, России и международных форумов по эндокринологии в Барселоне, Стамбуле, Копенгагене, Амстердаме, во Франкфурте-на-Майне.
Являлся членом КПСС и КПРФ, выдвигался в депутаты Госдумы РФ от партии.
Являлся членом редакционных советов научных журналов «Проблемы эндокринологии», «Сахарный диабет», «Клиническая тиреоидология», членом редакционной коллегии «Вестника Международной Академии Наук», «Сахарный диабет — образ жизни».
Действительный член Международной академии информатизации (1995) и Международной академии наук (1999).
В 1971 г. защитил кандидатскую диссертацию, а в 1998 г. — докторскую. Под его руководством защищены 20 дисс., в том числе 2 докторские.
Соавтор 2 федеральных учебных программ для студентов медицинских вузов (1990, 1997).
Заслуженный врач РД (1978), Заслуженный врач РФ (1990), Заслуженный деятель науки РД (1999), Заслуженный работник высшей школы РФ (2012). Награждён орденом Дружбы (1999) и памятной медалью ЦК КПРФ «300 лет М. В. Ломоносову» (2011).
Соавтор более 300 научных работ, в том числе 5 монографий, более 10 изобретений.